# غنيمون كبير السنابل
جنتوم كبير السنابل (الاسم العلمي:Gnetum macrostachyum) هو نوع من النباتات يتبع جنس الجنتوم من الفصيلة الجنتوية.